# アンドレイ・クルコフ (フィギュアスケート選手)
アンドレイ・クルコフ（Andrei Krukov, 1971年1月7日 - ）は、カザフスタンカラガンダ州カラガンダ生まれの男性フィギュアスケート選手。1998年長野オリンピックペアカザフスタン代表。1996年、1999年冬季アジア大会2位。ペア時代のパートナーはマリナ・ハルトゥリナ、インガ・ロディオノワ。

## 経歴
カラガンダに生まれ、5歳のころにスケートを始めた。のちにマリナ・ハルトゥリナとペアを結成し、1991年のソビエト連邦崩壊後はカザフスタン所属となり1993-1994年シーズンより本格的に国際大会へ出場。1994年世界選手権では18位となった。翌1994-1995年シーズン、ユニバーシアードで優勝を果たし、1996年アジア大会は2位。
1997-1998年シーズンのスケートカナダではISUグランプリシリーズ初表彰台の2位。1998年長野オリンピックでは14位に終わった。1998-1999年シーズンのアジア大会で2大会連続の2位となったが、このシーズンをもってマリナ・ハルトゥリナとのペアを解散。新たにインガ・ロディオノワとペアを結成しアゼルバイジャン所属となった。
アゼルバイジャン代表として2000年世界選手権、2001年世界選手権および2000年と2001年の欧州選手権に出場し、2001年に引退。

## 主な戦績
- 1998-99までマリナ・ハルトゥリナとのペア。
- 1999-00以降はインガ・ロディオノワとのペア。

| 大会/年            | 1993-94 | 1994-95 | 1995-96 | 1996-97 | 1997-98 | 1998-99 | 1999-00 | 2000-01 |
| ------------------ | ------- | ------- | ------- | ------- | ------- | ------- | ------- | ------- |
| オリンピック       |         |         |         |         | 14      |         |         |         |
| 世界選手権         | 18      | 13      | 17      | 12      | 11      |         | 14      | 13      |
| 欧州選手権         |         |         |         |         |         |         | 11      | 8       |
| アジア大会         |         |         | 2       |         |         | 2       |         |         |
| ユニバーシアード   |         | 1       |         | 4       |         |         |         |         |
| GPスケートアメリカ |         |         |         | 4       | 5       | 7       |         |         |
| GPスケートカナダ   | 8       |         |         |         | 2       |         |         |         |
| GPラリック杯       |         |         | 4       |         |         |         |         |         |
| GPNHK杯            |         | 6       | 5       | 5       |         | 6       |         | 棄権    |
| スケートイスラエル |         |         | 4       | 2       |         |         |         |         |
| ネーベルホルン杯   | 4       |         | 3       |         | 5       |         |         |         |